# Mercy Airo
 (avril 2025).
Mercy Akinyi Airo, née le 20 octobre 1999, est une footballeuse kényane, jouant au poste d'attaquant pour le Kisumu All Starlets FC et l'équipe nationale féminine du Kenya.

## Carrière
Airo fait partie des joueuses de l'équipe nationale féminine du Kenya depuis le tournoi féminin du Conseil des associations de football d’Afrique de l’Est et du Centre (CECAFA) en 2019. Aussi, elle participe à la Coupe féminine de Turquie en 2020,.

## Note et Références